# Ich elender Mensch, wer wird mich erlösen
Ich elender Mensch, wer wird mich erlösen (Misérable que je suis, qui me délivrera ?), (BWV 48), est une cantate religieuse de Johann Sebastian Bach composée à Leipzig en 1723. 

## Histoire et livret
Bach écrivit cette cantate pour le dix-neuvième dimanche après la Trinité qui, cette année, tombait le 3 octobre. Pour cette destination liturgique, deux autres cantates ont franchi le seuil de la postérité : les BWV 5 et 56. 
Les lectures prescrites pour ce dimanche étaient Eph 4:22–28; et Mat 9:1–8, la guérison du paralytique à Capharnaüm. Le premier mouvement reprend les paroles de l'Épître aux Romains 7:24, mettant l'accent sur le besoin de rédemption du pécheur. L'auteur du texte dit que l'âme a plus besoin d'être secourue que le corps ce qui s'affirme par un choral au troisième mouvement, vers 4 de Ach Gott und Herr (1604) de Martin Rutilius. Après avoir réfléchi sur des idées du Psaume 88:11 et 2 Cor 12:9, il conclut la cantate par l'espoir qui s'exprime dans le choral final, Herr Jesu Christ, einiger Trost, vers 12 du Herr Jesu Christ, ich schrei zu dir (Freiburg, 1620).

## Structure et instrumentation
La cantate est écrite pour trompette, deux hautbois, deux violons, alto, basse continue, deux voix solistes (alto, ténor) et chœur à quatre voix.
1. chœur : Ich elender Mensch, wer wird mich erlösen
2. récitatif (alto) : O Schmerz, o Elend, so mich trifft
3. chœur : Solls ja so sein
4. aria (alto) : Ach, lege das Sodom der sündlichen Glieder
5. récitatif (ténor) : Hier aber tut des Heilands Hand
6. aria (ténor) : Vergibt mir Jesus meine Sünden
7. chœur : Herr Jesu Christ, einiger Trost

## Musique
Le chœur d'ouverture contient une mélodie instrumentale de choral. Elle peut se référer aux mots Herr Jesus Christ, du höchstes Gut de Bartholomäus Ringwaldt mais créé également un lien avec le chœur final chanté sur la même mélodie et par conséquent peut également citer sa première strophe. Ce choral cantus firmus est joué par la trompette en  canon avec le hautbois. Dans l'introduction instrumentale les cordes présentent des thèmes qui seront repris en contre-sujet au thème de lamentation des voix.
Un récitatif de l'alto accompagné des cordes mène à un choral concluant les idées de la première section par d'expressives harmonisations.
Une ambiance différente règne dans l'aria qui suit, la voix et le hautbois étant partenaires égaux dans la demande sincère d'épargner l'âme. Dans la dernière aria, le ténor est accompagné par les cordes et le hautbois tandis que la musique est dominée par un rythme dansant obtenu par l'usage d'hémioles.

## Sources
- Gilles Cantagrel, Les cantates de J.-S. Bach, Paris, Fayard, mars 2010, 1665 p.  (ISBN 978-2-213-64434-9)

- (en) Cet article est partiellement ou en totalité issu de l’article de Wikipédia en anglais intitulé « Ich elender Mensch, wer wird mich erlösen, BWV 48 » (voir la liste des auteurs).